# العلاقات الغابونية الليختنشتانية
العلاقات الغابونية الليختنشتانية هي العلاقات الثنائية التي تجمع بين الغابون وليختنشتاين.

## مقارنة بين البلدين
هذه مقارنة عامة ومرجعية للدولتين:
| وجه المقارنة                                              | الغابون                        | ليختنشتاين                                 |
| --------------------------------------------------------- | ------------------------------ | ------------------------------------------ |
| المساحة (كم2)                                             | 267.67 ألف                     | 16                                         |
| عدد السكان (نسمة)                                         | 2.03 مليون                     | 37.47 ألف                                  |
| الكثافة السكانية (ن./كم²)                                 | 7.58                           | 234.19 ألف                                 |
| العاصمة                                                   | ليبرفيل                        | فادوتس                                     |
| اللغة الرسمية                                             | لغة فرنسية                     | اللغة الألمانية                            |
| العملة                                                    | فرنك وسط أفريقي                | فرنك سويسري                                |
| الناتج المحلي الإجمالي (بليون دولار)                      | 14.62 مليار                    | 6.29 مليار                                 |
| الناتج المحلي الإجمالي (تعادل القوة الشرائية) بليون دولار | 34.65 مليار                    |                                            |
| الناتج المحلي الإجمالي الاسمي للفرد دولار أمريكي          | 8.27 ألف                       |                                            |
| الناتج المحلي الإجمالي للفرد دولار أمريكي                 | 19.43 ألف                      |                                            |
| مؤشر التنمية البشرية                                      | 0.684                          | 0.908                                      |
| رمز المكالمات الدولي                                      | +241                           | +423                                       |
| رمز الإنترنت                                              | .ga                            | .li                                        |
| المنطقة الزمنية                                           | ت ع م+01:00، توقيت غرب أفريقيا | توقيت وسط أوروبا، ت ع م+01:00، ت ع م+02:00 |

## منظمات دولية مشتركة
يشترك البلدان في عضوية مجموعة من المنظمات الدولية، منها:
| علم المنظمة | اسم المنظمة                   | تاريخ انضمام الغابون | تاريخ انضمام ليختنشتاين |
| ----------- | ----------------------------- | -------------------- | ----------------------- |
|             | الاتحاد البريدي العالمي       | ?                    | ?                       |
|             | الاتحاد الدولي للاتصالات      | 28 ديسمبر 1960       | 25 يوليو 1963           |
|             | منظمة حظر الأسلحة الكيميائية  | ?                    | ?                       |
|             | منظمة التجارة العالمية        | ?                    | ?                       |
|             | منظمة الشرطة الجنائية الدولية | ?                    | ?                       |
|             | الأمم المتحدة                 | 20 سبتمبر 1960       | 18 سبتمبر 1990          |